# Heeres- und Luftwaffennachrichtenschule

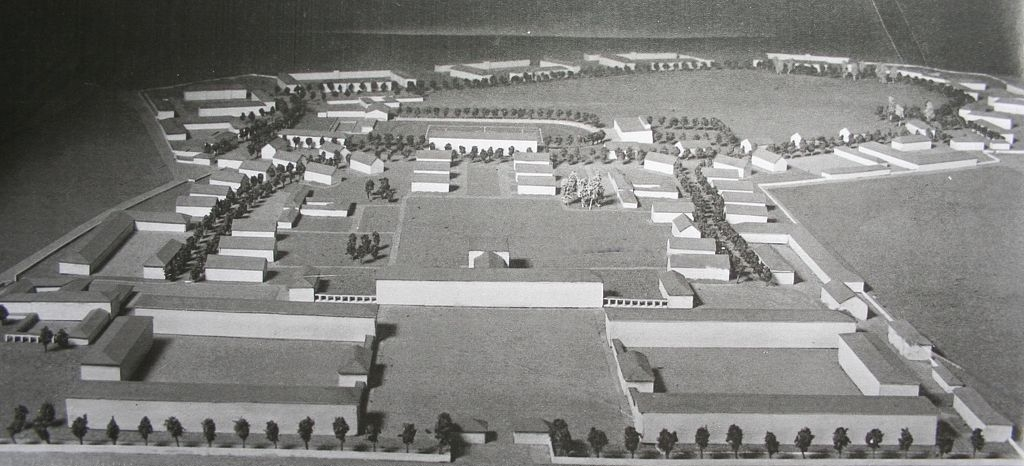
Modell der Heeres- und Luftwaffennachrichtenschule ca. 1935

Die Bauten der Heeres- und Luftwaffennachrichtenschule und der zum Standort gehörenden General-Maercker-Kaserne wurden zwischen 1934 und 1937 nach Entwürfen von Ernst Sagebiel errichtet. Sie befinden sich in Halle (Saale) im Stadtteil Heide-Süd an der Heideallee.

## Geschichte
Im Rahmen der zunächst geheimen Aufrüstung der Wehrmacht wurde ab 14. Oktober 1934 der Bau einer neuen Heeres- und Luftwaffennachrichtenschule in Halle (Saale) geplant und umgesetzt. In der sehr kurzen Bauzeit bis zur Nutzung der ersten Gebäude ab 1935 erfolgten Materialtransporte per Bahn, für die von der Halle-Hettstedter-Eisenbahn ein Anschlussgleis zur Schule verlegt worden war. Insgesamt wurden 160 Gebäude mit ca. 1,2 Mio. m³ umbautem Raum errichtet.
Die Schule sollte Bestandteil des Aufbaus einer modernen Luftwaffe im Zuge der Kriegsvorbereitungen des Deutschen Reichs werden. Um die Aktivitäten in Halle zu verschleiern, erfolgte die Planung der Gebäude zunächst unter dem Deckmantel des Baus einer "Nudelfabrik".
1935 bezog die bis dahin in Jüterbog stationierte Heeresnachrichtenschule den Standort. Die dadurch in Dienst genommene Heeres- und Luftwaffennachrichtenschule trennte man 1936 am selben Standort wieder auf die beiden Wehrmachtteile Heer und Luftwaffe auf. Zur Luftwaffennachrichtenschule gehörte auch der für militärische Nutzung umgewidmete  Fliegerhorst Halle-Nietleben. Er unterstand dem Flughafenbereichskommando 7./III (Großenhain/Sachsen) des Luftgau-Kommando III (Berlin).
Von 1935 bis 1937 befand sich am Standort zudem die Luftnachrichten Lehr- und Versuchs-Abteilung, die danach nach Köthen verlegt wurde. In der General-Maercker-Kaserne war das Flak-Regiment 33 der 2. Flak-Division stationiert.
Erster Kommandeur der Schule war von 1934 bis 1936 Generalmajor Ernst Sachs.
Im April 1945 wurde Halle weitgehend kampflos von der 104. US-Infanterie-Division der 9. US-Armee eingenommen und Schule und Kaserne von dieser sowie Teilen der 7. US-Panzer-Division  übernommen.
Ab etwa Juli 1945 übernahm die 8. Gardearmee der sowjetischen Besatzungstruppen die Kaserne. Halle war Hauptquartier und Standort der 27. Garde-Mot.-Schützendivision. Bis zu 9.000 Soldaten waren am gesamten Standort Halle stationiert. Im westlichen Teil der Liegenschaft befand sich vermutlich seit Mitte der 1960er Jahre eine Bewegliche Raketentechnische Basis, Feldpostnummer 38673. Diese war unter anderem für die Lagerung, die Wartung und den Transport für nukleare Gefechtsköpfe für das System Luna und Totschka zuständig. Somit lagerten wahrscheinlich mehr als 20 Jahre lang Atomwaffen in Halle. Eventuell 1989, spätestens jedoch 1991 wurden die Kernsprengköpfe abgezogen, die sich bis dahin in zwei erdüberdeckten Bunkern befanden. Nach der deutschen Wiedervereinigung zogen bis Juli 1991 infolge des Zwei-plus-Vier-Vertrages die sowjetischen Truppen aus Halle ab.
1994 erwarben die Stadt Halle (Saale) und das Land Sachsen-Anhalt den Standort aus dem Bundesvermögen. Ab 1995 entstanden nach der Sanierung des z. T. sehr schadstoffbelasteten Standortes im Bereich des Kasernengeländes Teile des neuen Wohngebietes Heide-Süd. Die  denkmalgeschützten Gebäude der ehemaligen Nachrichtenschule wurden ebenfalls saniert und werden nunmehr durch verschiedene Fachbereiche der Martin-Luther-Universität sowie für zahlreiche universitäre und außeruniversitäre Forschungseinrichtungen am Weinberg Campus genutzt.

## Bauwerke
Der Komplex bestand ursprünglich aus rund 160 Gebäuden, darunter den Schulbauten der Heeres- und Luftwaffennachrichtenschule, den Unterkunfts- und Wohngebäuden der General-Maercker-Kaserne, Offizierskasino, Magazinen, Panzerhallen und Werkstätten. Räumliches Zentrum der Nachrichtenschule ist ein Appellplatz, dessen Zugang von zwei pavillonähnlichen Wachhäusern flankiert wird. Rechts und links des Appellplatzes stehen die Schulbauten in Form von zwei großen viergeschossigen Dreiflügelanlagen, deren Innenhöfe durch kolonnadenartige Gänge zum Appellplatz hin begrenzt sind.
An die Schule schloss sich das Kasernengelände an, das durch eine ca. 1,5 Kilometer lange, in einem Oval verlaufende Garnisonsstraße erschlossen wurden.  Die Gebäude sind als schlichte Putzbauten mit Walmdächern ausgeführt und in einer Art gartenstadtähnlichem Ensemble angelegt.
Im Unterschied zu der monumentalen und archaischen Architektur von Repräsentationsbauten des NS-Regimes kam hier, wie vielfach bei Bauten für die Luftwaffe, eine schlichte sachliche Architektur zur Anwendung.
Im Innenhof des südlichen Schulgebäudes befindet sich der 2002 angelegte Geologische Garten Halle.
Zum Fliegerhorst Halle-Nietleben gehörten u. a. das Gebäude der Flugleitung und zwei Flugzeughallen, die heute nicht mehr existieren. Die Anschlussgleise vom Bahnhof Halle-Nietleben bestanden noch bis Ende der neunziger Jahre.

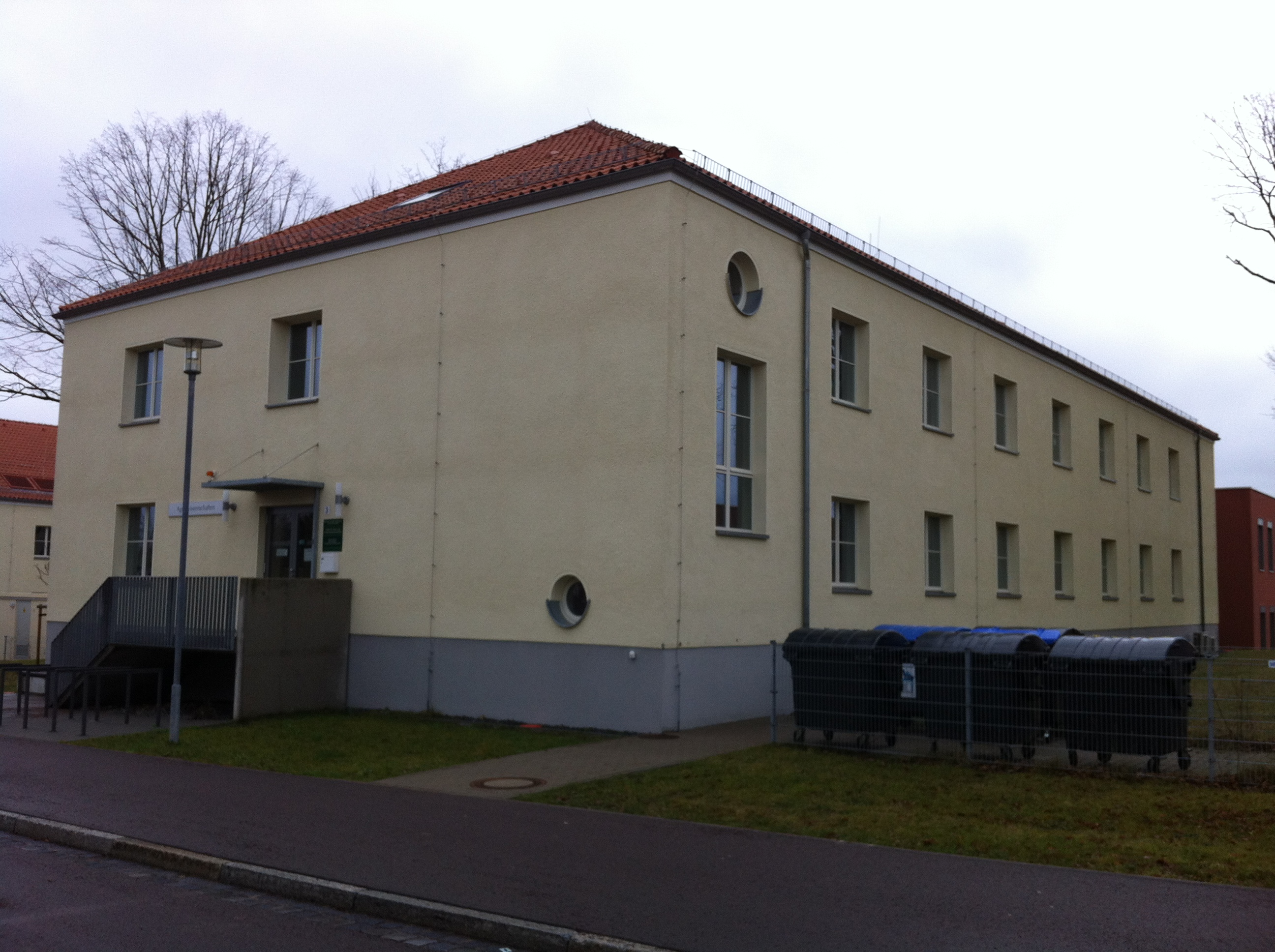
Saniertes Unterkunftsgebäude; jetziger Nutzer Martin-Luther-Universität
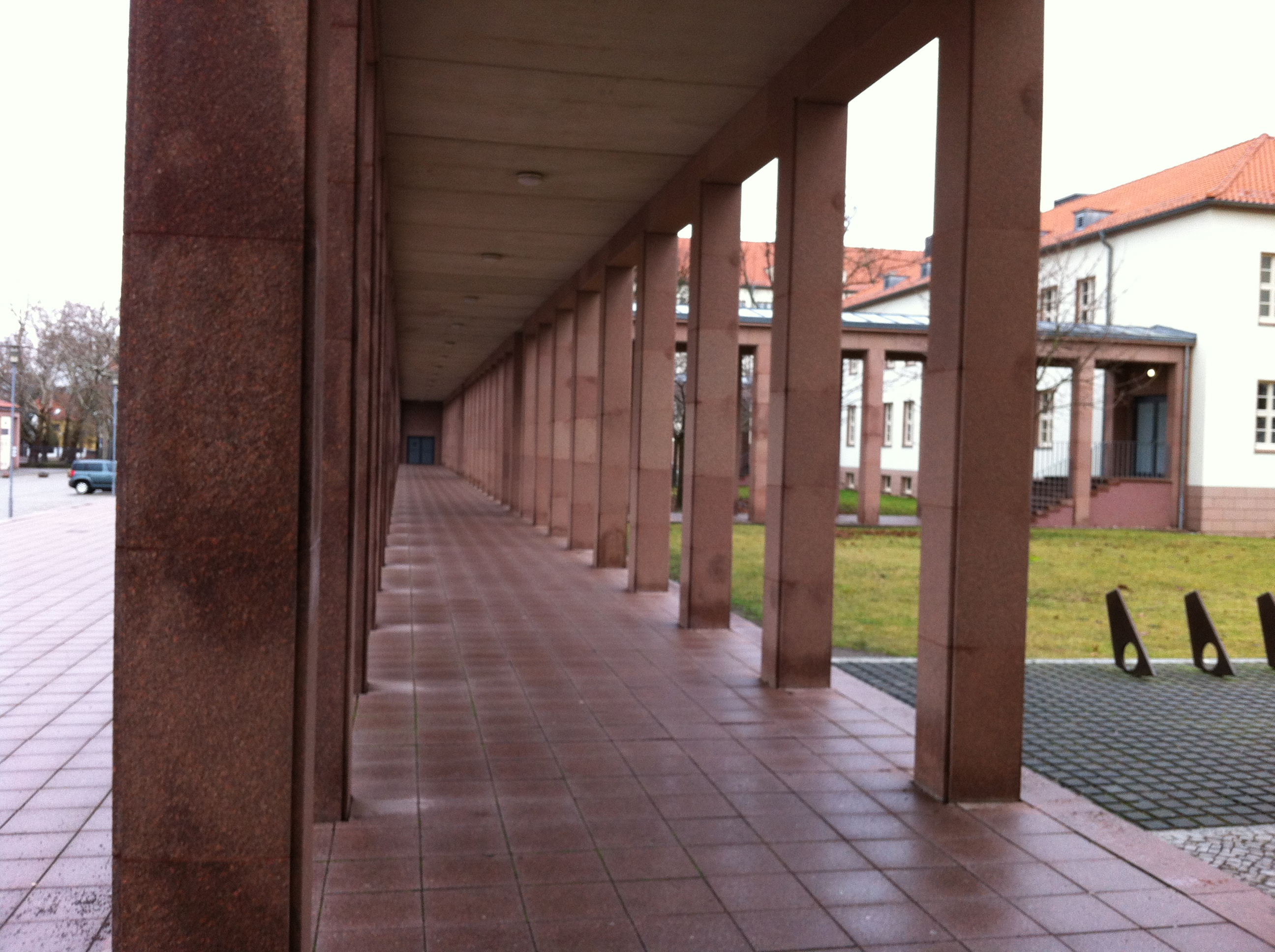
Kolonnadengang des südlichen Schulgebäudes
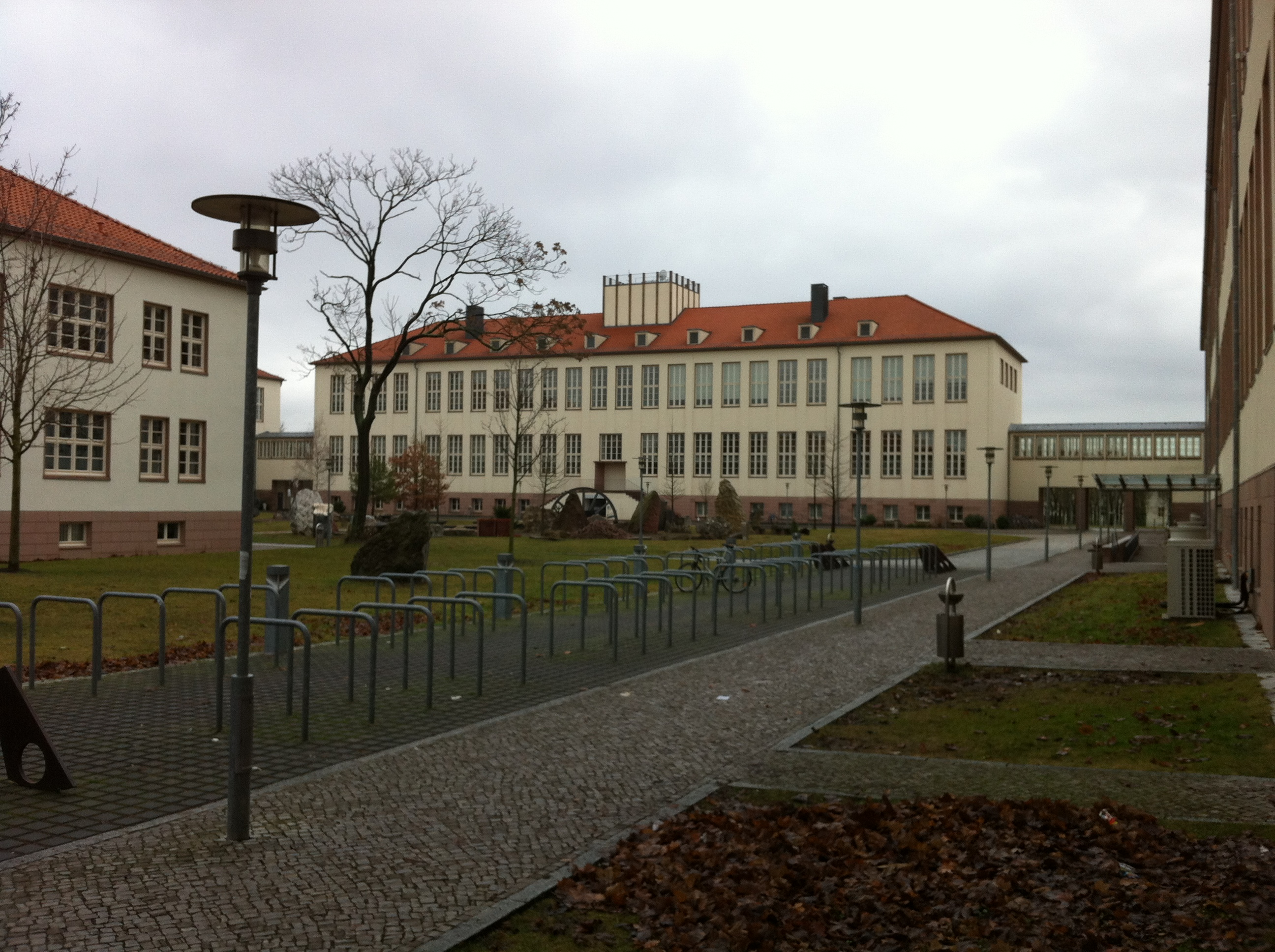
Blick in die südliche dreiflügelige Schulanlage, im Innenhof der Geologische Garten
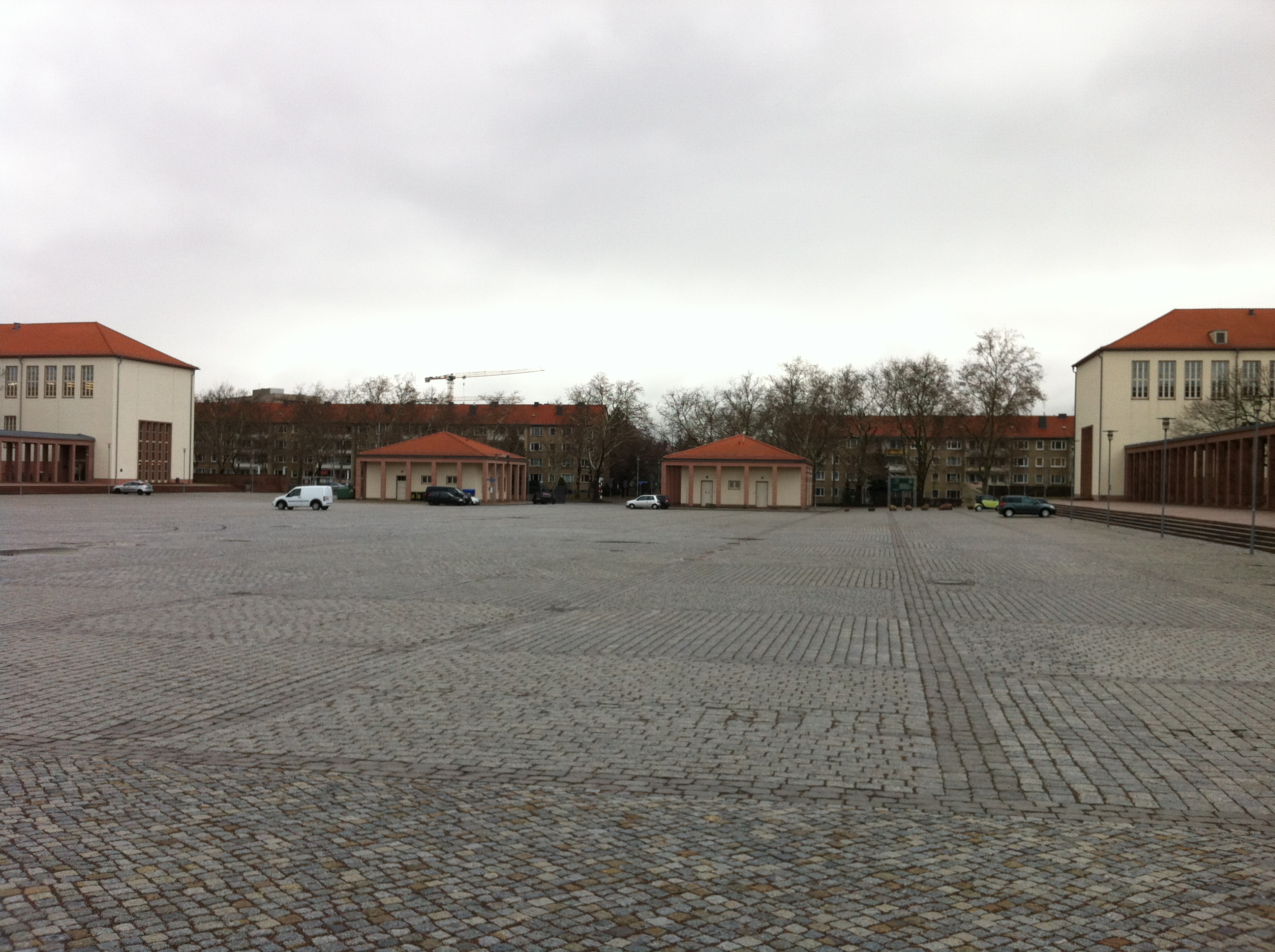
Ehemaliger Appellplatz von Südwesten mit Wachhäusern im Hintergrund
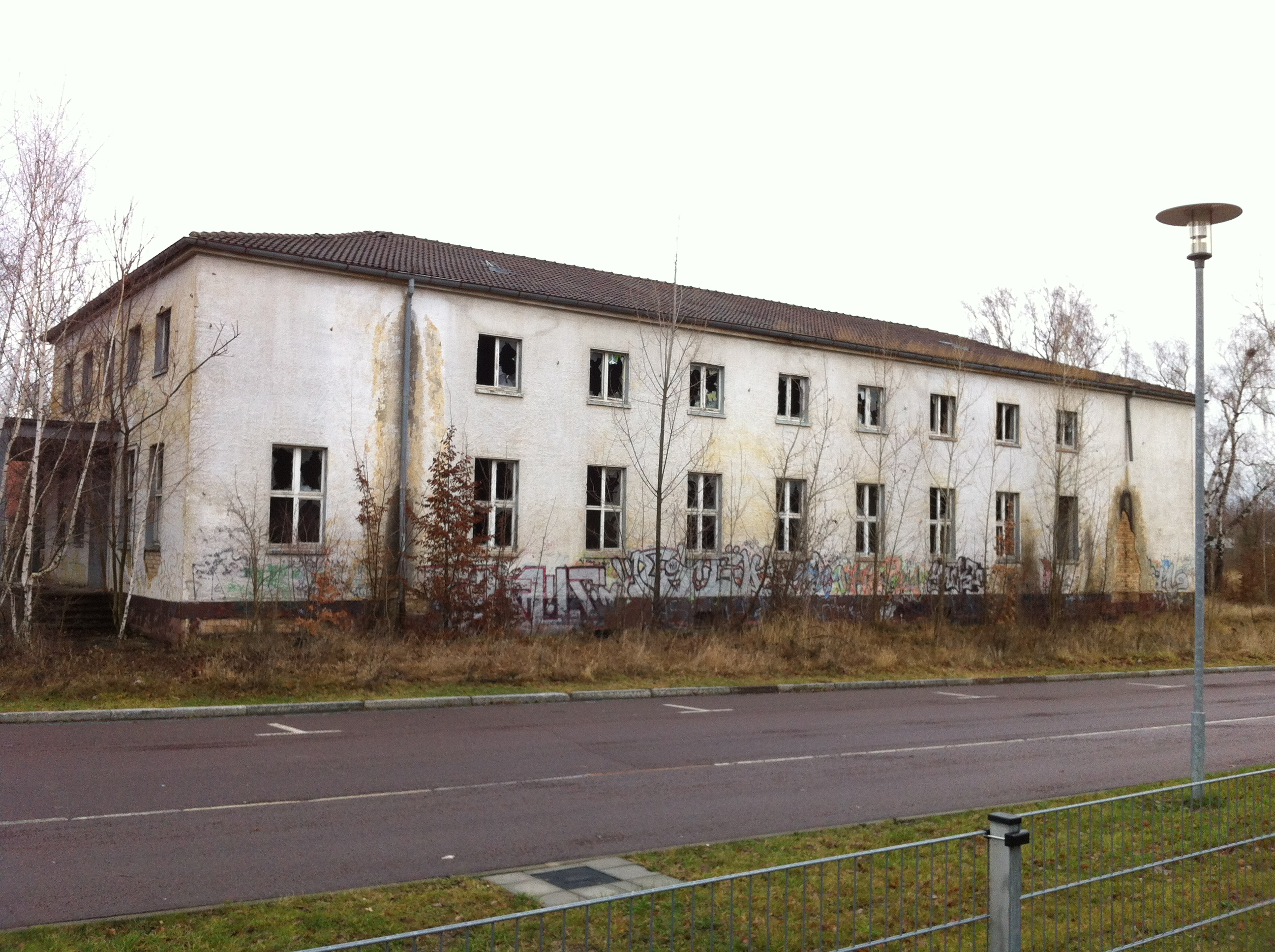
Noch unsaniertes Unterkunftsgebäude der ehemaligen Kaserne